# بويري سان ريسترود
بويري سان ريسترود (بالفرنسية: Boiry-Sainte-Rictrude)‏ هي بلدية تقع في إقليم باد كاليه من منطقة نور با دو كاليه في شمال فرنسا. تبلغ مساحة هذه المدينة 5.81 (كم²)، وترتفع عن سطح البحر 94 م، يبلغ عدد سكانها 374 نسمة حسب إحصاء المعهد الوطني للإحصاء والدراسات الاقتصادية سنة 2009 م. وترأس David Dantigny البلدية خلال فترة (2008-2014).